# La signora dei funerali
La signora dei funerali è il quarto romanzo di Madeleine Wickham (nota anche come Sophie Kinsella), scritto nel 1998, due anni prima di raggiungere il successo internazionale con il primo capitolo della fortunata serie di I Love Shopping.
Il romanzo è stato successivamente pubblicato in tutto il mondo (in Italia nel 2008) in seguito al successo degli altri lavori dell'autrice. 

## Trama
Fleur Daxeny è una bella e affascinante quarantenne dedita alla ricerca di inconsolabili ma ricchissimi vedovi a cui allietare le giornate con la sua radiosa presenza, alleggerendo nel frattempo i loro cospicui portafogli.
Tutto scorre secondo i suoi piani, fin quando Fleur lascia la sua ultima preda ed incontra Richard Favour, ricco uomo inglese ancora fortemente legato al ricordo della sua defunta moglie Emily. Fleur si insinua nella sua vita e riesce in poco tempo a far innamorare Richard e ad andare a vivere con la sua famiglia, ma la convivenza prolungata, a causa delle difficoltà incontrate nell'accedere ai fondi di Richard, e l'inaspettato arrivo di sua figlia, inducono Fleur a profonde riflessioni e ad essere combattuta sino all'ultima pagina tra la volontà di proseguire per la sua strada o riuscire ad essere finalmente felice.

## Edizioni
- Madeleine Wickham, La signora dei funerali, traduzione di Annamaria Raffo, Arnoldo Mondadori Editore, 2008, ISBN 978-88-04-58281-6.